# 薩拉古羅縣
3°38′S 79°14′W / 3.633°S 79.233°W
薩拉古羅縣（西班牙語：Cantón Saraguro），是厄瓜多爾的縣份，位於該國南部，由洛哈省負責管轄，面積1,075平方公里，2001年人口28,029，該縣份人口密度為每平方公里26.07人。